# Мамби, Сол
Сол Мамби, также Сауль Мамби (англ. Saoul Mamby; 4 июня 1947, Бронкс, Нью-Йорк — 17 декабря 2019) — американский боксёр, выступавший в первой полусредней весовой категории, чемпион мира в этой категории по версии WBC (23 февраля 1980 — 26 июня 1982), кроме того, трижды безуспешно претендовал на этот титул (1977, 1983 и 1984). Участник войны по Вьетнаме.